# Achaea ochrocraspeda
Achaea ochrocraspeda is een vlinder van de familie van de spinneruilen (Erebidae). De wetenschappelijke naam van deze soort is voor het eerst voorgesteld door Alice Ellen Prout in een publicatie uit 1921.
De soort komt voor in Kameroen, Congo-Kinshasa, Zuid-Soedan, Oeganda en Tanzania.